# متحف ستراسبورغ التاريخي

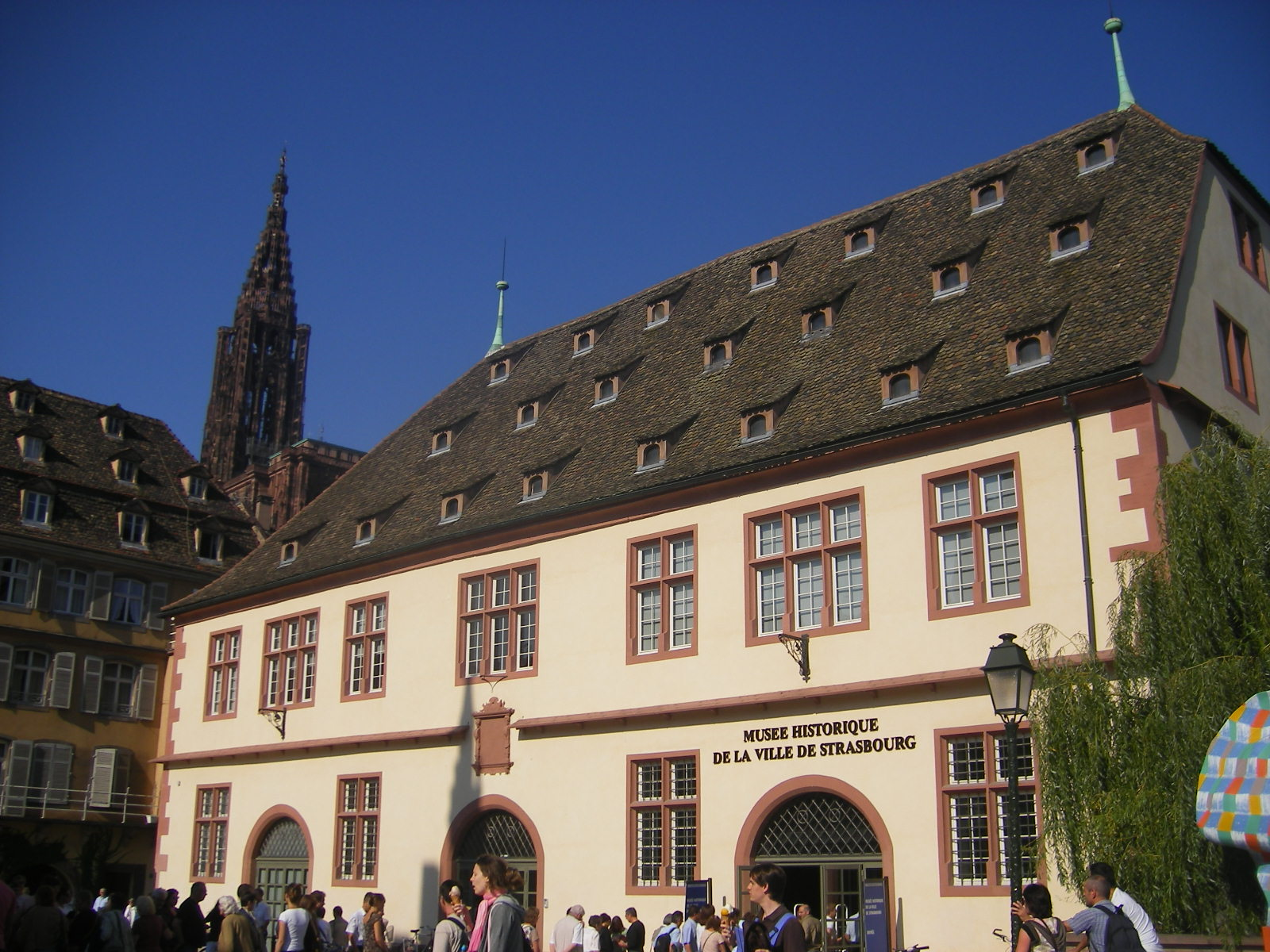
مدخل المتحف

متحف ستراسبورغ التاريخي (بالفرنسية: Musée historique de Strasbourg)‏ أو متحف مدينة ستراسبورغ التاريخي (بالفرنسية: Musée historique de la ville de Strasbourg)‏ هو متحف قائم بمدينة ستراسبورغ بإقليم الراين الأسفل في فرنسا.
أنشئ المتحف سنة 1920، ويحتل مبنى يعود إلى عصر النهضة (بني بين عامي 1586 و1588) كان فيما سبق مسلخاً يسمى المسلخ الكبير (بالفرنسية: Grande boucherie)‏، ويعرض المتحف التاريخ السياسي والاقتصادي والاجتماعي لمدينة ستراسبورغ منذ مطلع العصور الوسطى وحتى الحقبة المعاصرة، عبر مجموعة من الآلات العسكرية والملابس واللوحات الفنية والمنحوتات ومجموعة من المقتنيات التي يعود تاريخها إلى العصور الوسطى وحتى القرن الثامن عشر. ويقدر عدد المقتنيات التي يمتلكها متحف ستراسبورغ التاريخي بمائتي ألف قطعة، تُعرض منها 1650 قطعة فقط، من بينها خريطة مجسمة صنعها المهندس لاديفيز (بالفرنسية: Ladevèze)‏ بطريقة الحفر بناء على أمر من الملك لويس الخامس عشر، وتمثل المدينة وضواحيها القريبة بمقياس رسم 1\600، على مساحتة تقارب 80 متراً مربعاً. استولى الألمان على هذه الخريطة ونقلوها إلى برلين سنة 1901 ثم أعيدت إلى ستراسبورغ سنة 1902.

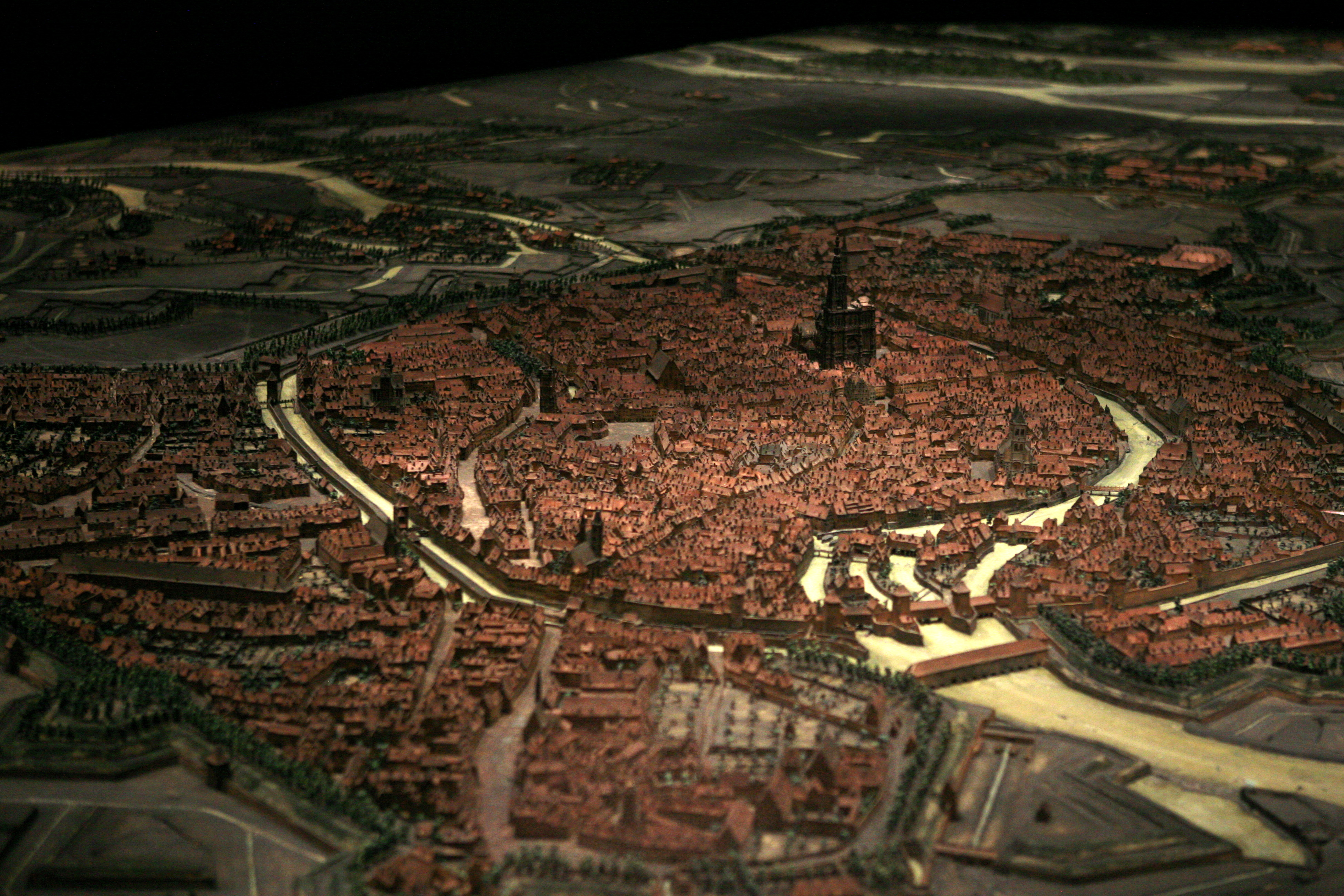
خريطة مجسمة لمدينة ستراسبورغ، من مقتنيات متحف ستراسبورغ التاريخي

أعيد افتتاح المتحف في 30 يونيو 2007 بعد إغلاقه للترميم لمدة 20 عاماً، وتجري حالياً مرحلة ثانية من الترميم.